# Jacobswoude
Jacobswoude (anhörenⓘ) war eine Gemeinde in der niederländischen Provinz Südholland. Die Gemeinde ist 1991 durch Zusammenschluss der bisherigen Gemeinden Leimuiden, Rijnsaterwoude und Woubrugge entstanden. Am 1. Januar 2009 fusionierte sie mit der bisherigen Gemeinde Alkemade zur neuen Gemeinde Kaag en Braassem.

## Altes Dorf Jacobswoude
Die Ortschaft Jacobswoude wird nach einem ab der Mitte des 18. Jahrhunderts verlassenen Dorf mit demselben Namen benannt. Die Einwohner dieses Dorfes, das mittlerweile zu einer Insel geworden war, zogen nach Woubrugge um. An der Stelle, an der das ehemalige Dorf Jacobswoude stand, befindet sich ein Monument mit folgendem Text:
- Nordseite: „Her-innering an het verdwenen dorp Jacobswoude“
- Ostseite: „1747–1936“
- Südseite: „Geen muren verduren der uuren geweld“

Die Provinz Südholland plant, ein neues Monument mit einem Gedicht von Anton Korteweg zu errichten.

## Politik

### Sitzverteilung im Gemeinderat
| Partei         | Sitze | Sitze | Sitze | Sitze |
| Partei         | 1994  | 1998  | 2002  | 2006  |
| -------------- | ----- | ----- | ----- | ----- |
| CDA            | 6     | 6     | 6     | 6     |
| Gemeentebelang | 4     | 4     | 6     | 6     |
| VVD            | 4     | 4     | 3     | 3     |
| D66            | 1     | 1     | —     | —     |
| SGP            | 0     | —     | —     | —     |
| Gesamt         | 15    | 15    | 15    | 15    |